# 漢娜·范布倫
漢娜·霍斯·范布倫（英語：Hannah Hoes Van Buren，1783年3月8日－1819年2月5日）是第八任美國總統馬田·范布倫的妻子。漢娜在馬田·范布倫1839年就職為總統前經已逝世，范布倫未有續弦，為其中一位在任期中單身的美國總統；马丁·范布倫的儿媳安傑莉卡·辛格頓·范布倫在他的任期則代理了白宮女主人及美國第一夫人的職務。